# Universidad Cristóbal Colón
La Universidad Cristóbal Colón es una universidad privada, localizada en la ciudad de Veracruz, México. Fundada en 1969 por Antonio Torrente Viver.

## Rectoría
La Universidad Cristóbal Colón, forma parte de las Escuelas Pías, administradas por la Orden de los Padres Escolapios. Es por ello, que los rectores de esta universidad han sido también sacerdotes.
| Antonio Torrente Viver, Sch. P      | (1969-1988)  |
| Moisés Montaño Monterrosas, Sch. P  | (1988-1992)  |
| Francisco Cubells Salas, Sch. P     | (1992-1995)  |
| Vicente Climent López, Sch. P       | (1995-2003)  |
| Miguel Giráldez Fernández, Sch. P   | (2003-2007)  |
| Francesc Fuster Ángel, Sch. P       | (2007-2011)  |
| Juan Jaime Escobar Valencia, Sch. P | (2011-2014)  |
| José Manuel Asún Jordán, Sch. P     | (2014- 2023) |

## Administración de la Rectoría
Antonio Torrente Viver estuvo 26 años al frente de la institución; posteriormente la dejó en manos de Moisés Montaño Monterrosas (1988-1992).

## Historia
El Centro de Estudios Cristóbal Colón ha servido educando a la comunidad veracruzana, basado en el espíritu de San José de Calasanz, cuyos conceptos hoy se reconocen como cimientos y objetivos esenciales de todo sistema educativo moderno:
•	La escuela para todos, sin distinción de pobres o ricos
•	Pública, porque la suya funcionaba con limosnas y con base en las aportaciones de los municipios que le solicitaban una escuela y le proporcionaban locales y el sostén de los maestros.
•	Popular, porque estaba abierta para todos sin distinción de clases sociales, ni de raza o de creencia religiosa.
•	De educación integral (“Piedad y letras”), abarcando todo el ser humano, incluyendo su dimensión trascendente y sobrenatural.
•	Escuela obligatoria.
•	Escuela graduada, desde la más tierna edad hasta los niveles superiores.
•	Además de humanística, también científica y práctica.
Los inicios del CECC se remontan a 1944, cuando el primer día de febrero se efectúa la ceremonia oficial que inaugura un pequeño colegio de la Iglesia Católica de Veracruz, exclusivo para varones, a cargo del P. Raymundo López Álvarez. Los 94 alumnos inscritos en los seis grados de primaria asistían a sus clases en un edificio del centro de la ciudad, localizado en las calles de Bravo y Constitución.
El colegio va desarrollando un prestigio por la educación integral que se ofrece y que va más allá del simple conocimiento científico, caracterizada por los valores humanos y cristianos que promueve. Para febrero de 1945, se ofrece la secundaria a los 14 egresados de sexto año y tres años más tarde, en febrero de 1948, el bachillerato. Hasta 1952, el P. López continuaba al frente de la institución, momento en que cede la dirección al P. Manuel Vázquez Montero, quien permanece en el cargo durante una década y en 1957 inicia los trámites para militarizar el ya denominado Colegio Cristóbal Colón y adscribirla a la Armada de México, logrando la aprobación del proyecto de reglamento por parte de la  Comandancia General de la Armada de México el 4 de octubre de 1958. A partir de 1961, este sistema deja de tener vigencia en el colegio, aun cuando la disciplina continúa distinguiéndolo.
El 17 de diciembre de 1962, el Colegio Cristóbal Colón, por decisión del arzobispo de Xalapa, es entregado a la Orden de los Padres Escolapios, siendo designado como director el P. Antonio Torrente Viver, quien releva al P. Vázquez. El 7 de noviembre de 1964, en los terrenos de la avenida Salvador Díaz Mirón, es colocada la primera piedra del nuevo edificio que albergaría el Colegio Cristóbal Colón, mismo que se inaugura en 1966, cuando inician las clases más de 560 alumnos divididos en doce grupos del nivel de primaria.
El 6 de enero de 1969, en las instalaciones del Colegio Cristóbal Colón da inicio la licenciatura en Administración y Comercio, con sus dos ramas: Administración de Empresas y Contaduría Pública, inaugurando sus propias instalaciones de carretera La Boticaria, actual campus Torrente Viver, en 1970.
La oferta académica universitaria se va ampliando paulatinamente, hasta llegar actualmente a 19 licenciaturas en modalidad escolar y tres en modalidad mixta. En cuanto a programas de maestría, estos se inician a partir de 1975. Hoy se cuenta con 14 maestrías en modalidad escolar, 2 maestrías en modalidad no escolarizada (on line) y  cuatro doctorados en modalidad escolar.
En sus inicios como universidad, los estudios ofrecidos se encontraban avalados por la Universidad Veracruzana; sin embargo, en septiembre de 1981, la UCC se incorpora a la Secretaría de Educación Pública. En febrero de ese mismo año, se instala la Primaria del Colegio Cristóbal Colón, con 18 grupos, en su edificio de la Avenida Lafragua, donde continúa hasta la fecha.
El 3 de septiembre de 1984 inicia Preescolar en el edificio construido en la avenida Almendros del fraccionamiento Floresta.
A las instalaciones de lo que hoy conocemos como Campus Torrente Viver de la UCC van añadiéndose talleres y laboratorios, auditorio, gimnasio, biblioteca, aulas audiovisuales, centro de cómputo académico,  cafeterías,  en respuesta a las necesidades de la creciente población académica.
El P. Torrente, quien se ganara el cariño de la familia Colón, deja su labor en manos del P. Moisés Montaño Monterrosas tras 26 años de estar al frente de la institución. El P. Montaño asume el cargo y lo ocupa desde 1988 y hasta 1992, cuando el P. Francisco Cubells Salas llega a cubrir el periodo 1992-1995.
A partir de 1995 asume la Rectoría el Lic. y P. Vicente Climent López, mientras la institución emprende nuevos caminos que suponen retos académicos y organizacionales, toda vez que, entre otros aspectos, se crea el Instituto Calasanz de Ciencias de la Educación (ICCE-América) y, por primera ocasión, se plantea un plan quinquenal de actividades. También se lleva a cabo el autoestudio requerido por la Federación de Instituciones Mexicanas Particulares de Educación Superior (FIMPES), siendo acreditados por este importante organismo en octubre de 1997.
En el periodo del P. Climent toma forma y se concreta una expansión importante de la UCC: la creación del nuevo Campus Calasanz. El 1 de marzo se coloca la primera piedra y en mayo de 2002 se inauguran el edificio del área económico-administrativa y las residencias universitarias, primeras en su tipo en Veracruz. Al dar cabida a 6 licenciaturas, se genera un movimiento sin precedente en el Campus Torrente Viver, por lo que se trasladan a éste, los dos últimos semestres de bachillerato, donde los jóvenes alumnos, en una suerte de propedéutico, se preparan para su vida universitaria.
Dada la gran cantidad de docentes foráneos que nos visitan para impartir cátedra, ofrecer conferencias, o bien, para incorporarse al programa de intercambio, son creadas, en las instalaciones del Preescolar, las residencias académicas.
El 1 de septiembre de 2003, el P. Vicente Climent López es llamado por la Orden Escolapia para atender nuevos asuntos en Roma, por lo que toma posesión como rector de la Universidad Cristóbal Colón y director general del Colegio Cristóbal Colón, el P. Miguel Giráldez Fernández.
Durante su rectorado, la UCC fue la primera universidad privada en el estado de Veracruz y la quinta en el país, en obtener el reconocimiento de Excelencia Académica que otorga la Secretaría de Educación Pública. Además, se creó la Escuela de Medicina y se inició con el proceso de acreditación de las licenciaturas, con lo que la calidad se convirtió en el común denominador de su gestión.
En septiembre de 2007, el P. Giráldez es designado Superior Mayor de la demarcación de Chile. En su lugar toma las riendas durante el periodo 2007 - 2011 el P. Francesc Fuster Ángel, quien suma una gran cantidad de logros; entre ellos concluye el proyecto de la Escuela de Medicina, proyecta internacionalmente al CECC a través de un convenio de colaboración con el Ministerio de Educación y Ciencia de España y dirige los trabajos del tercer autoestudio FIMPES, mismo que resulta en la reacreditación lisa y llana de la Universidad.
En junio de 2011 asume la rectoría el P. Juan Jaime Escobar Valencia, colombiano experto en temas educativos y en la formación de valores en los jóvenes. En julio de 2012 es ratificado el reconocimiento de Excelencia Académica otorgado por la Secretaría de Educación Pública, avalando con ello la calidad educativa en infraestructura, programas académicos y planta docente.
A partir de agosto de 2014, el sacerdote y doctor en Educación por Columbia University de Nueva York (EE. UU.), José Manuel Asún Jordán,  es nombrado rector de la Universidad Cristóbal Colón, luego de desempeñarse un año como vicerrector general.
El Padre Asún, originario de Prineos de Aragón, España, ya había trabajado en la Universidad de 2004 a 2010, cuando fungió en la misma como catedrático, como director de Planeación y como vicerrector académico.
A partir del 6 de enero de este 2019 la Universidad Cristóbal Colón conmemoró el 50 aniversario de su fundación, coincidiendo además con importantes logros.
El 9 de mayo  de 2019 la UCC obtuvo la ratificación por cuarta vez de la Acreditación Lisa y Llana por parte de la LXXV Asamblea General Ordinaria de la Federación de Instituciones Mexicanas Particulares de Educación Superior (FIMPES), misma que avala su calidad educativa, al constituir el máximo organismo acreditador de los estándares de calidad de los programas académicos, instalaciones y servicios de las instituciones educativas privadas en el país.
Seminarios internacionales, congresos regionales, jornadas académicas, ciclos de conferencias, encuentros de egresados, misiones, eventos de carácter pastoral y de apoyo al desarrollo social de la comunidad veracruzana; culturales, artísticos y deportivos, formaron parte del calendario de actividades de la conmemoración de los 50 años de la Universidad Cristóbal Colón. Entre lo programado cabe mencionar la Conferencia Internacional ANUIES 2019 “Educación 4.0, Formación Dual y Perfiles Globales”, efectuada junto con la Universidad Veracruzana  con el propósito de “facilitar el intercambio de ideas, experiencias, opiniones, resultados y buenas prácticas en las metodologías aplicadas al proceso enseñanza - aprendizaje y su vinculación con los sectores productivos en el umbral de la Cuarta Revolución Industrial”.
Fieles al lema de San José de Calasanz, Patrono de las Escuelas Pías, el Centro de Estudios Cristóbal Colón continúa con su labor de “Educar para servir”, tras más de 60 años de existencia.

## Acreditación de FIMPES
La Federación de Instituciones Mexicanas Particulares de Educación Superior acreditó esta institución en 1997.

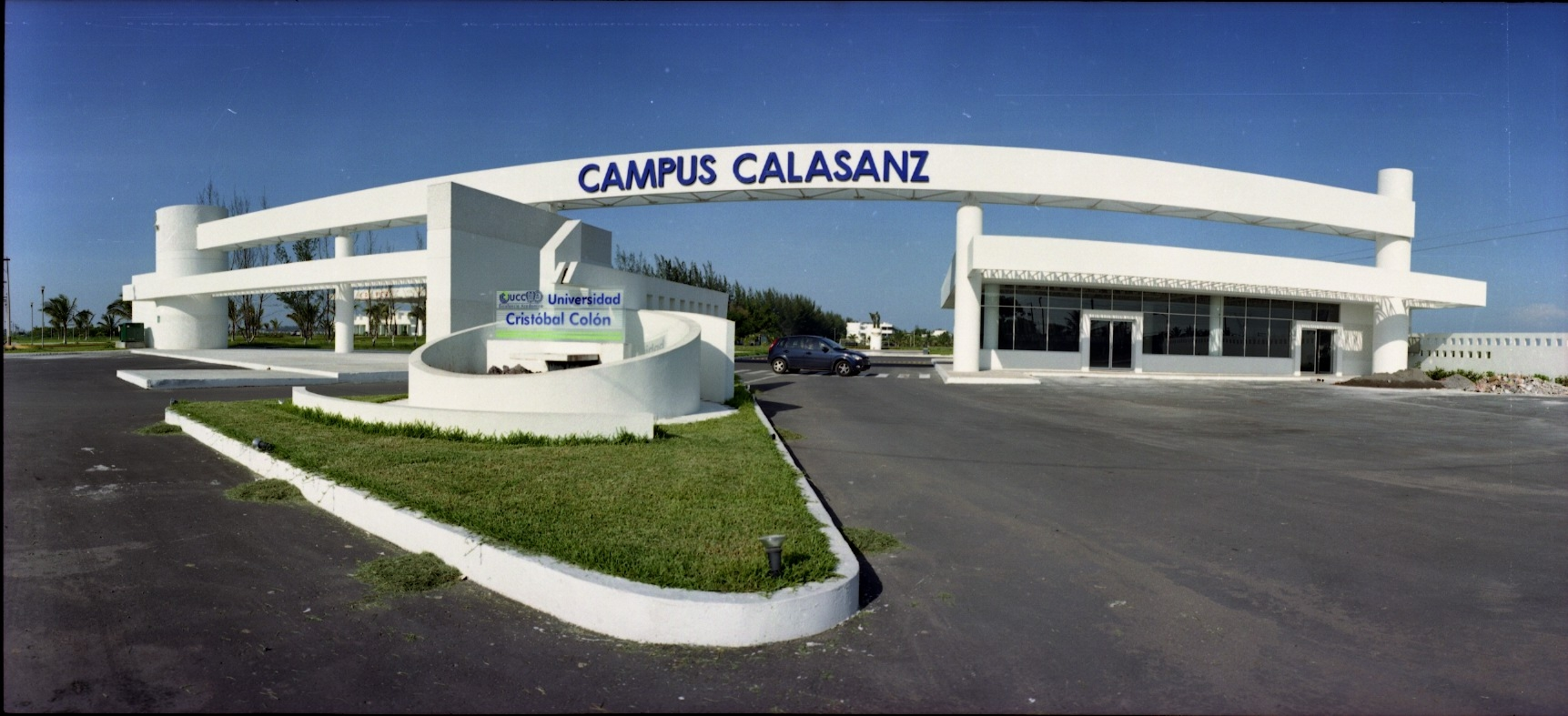
Campus Calasanz

En 2019 la Universidad Cristóbal Colón  refrenda la acreditación FIMPES, la cual fue lisa y llana, sin ninguna observación.

## Creación del Campus Calasanz
Bajo la dirección de Vicente Climent López (1995-2003) se crea el campus Calasanz; a cargo de los arquitectos José Luis Freyre Aguilera y Enrique Sánchez Pugliesse
El 1 de marzo de 2000, se coloca la primera piedra y en mayo de 2002 se inaugura el edificio del área económico-administrativa y las residencias universitarias. 
Dando cabida a las licenciaturas en Administración, Administración de Empresas Turísticas, Contaduría Pública, Economía, Mercados y Negocios Internacionales y Mercadotecnia Estratégica.

## Reconocimientos
- De excelencia académica, en mayo de 2005 por la Secretaría de Educación Pública (SEP) de México.
- De acreditación de 7 programas de licenciatura, por el Consejo para la Acreditación de la Educación Superior (COPAES).
- De concurso; por las investigaciones realizadas en la UCC, por el Consejo Nacional de Ciencia y Tecnología (CONACyT).

## Asuntos relacionados
- En enero de 2005, se ofreció la modalidad abierta para las licenciaturas en Administración, Administración de la Tecnología de Información, Contaduría Pública, Comercio Exterior y Aduanas, y Derecho e Ingeniería Industrial.
- También en el mismo 2005, comenzó a funcionar la Escuela de Medicina de la UCC.
- Y desde el año 2007 se han ofrecido programas de posgrado en línea.

## Lema
"Educar para servir" de San José de Calasanz, Patrono de las Escuelas Pías.